# Cutting (sport)
Il cutting è uno sport a cavallo, una specialità della equitazione americana (o western). Nata per un'esigenza pratica dei mandriani che dovevano dividere i capi della mandria per la loro marchiatura o cattura, si è trasformata in seguito in una vera e propria specialità sportiva oggetto di gare.
Questa disciplina è caratterizzata da un'elevata spettacolarità per i movimenti velocissimi del cavallo che costringono il cavaliere a reggersi alla sella per non essere sbalzato.
Il cutting è uno sport particolarmente indicato per le razze americane, in particolare il Quarter Horse.

## Regole

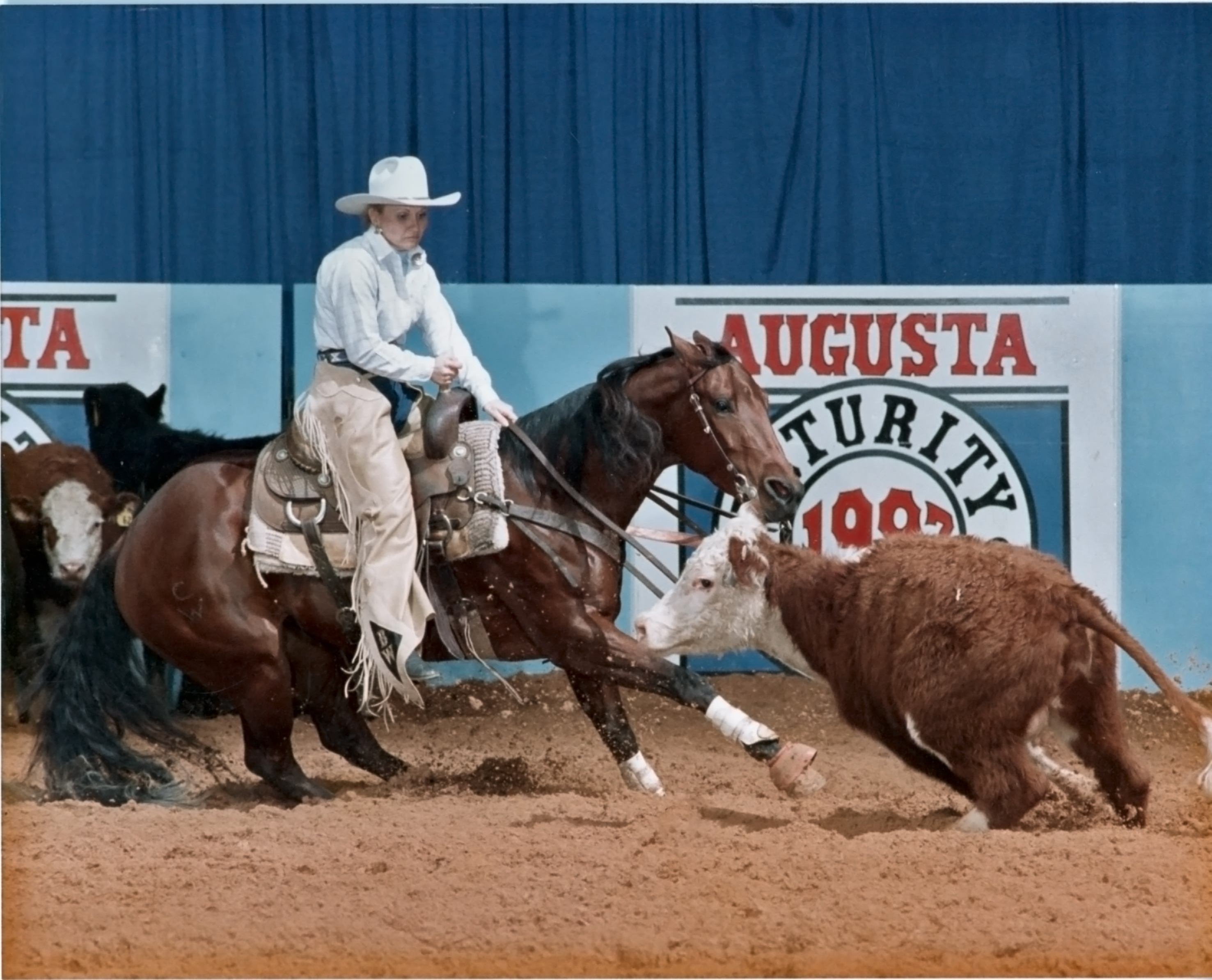
L'obiettivo del cutting è separare una mucca dalla sua mandria e impedirle di tornare.

L'obiettivo del cutting è isolare un capo dalla mandria senza spaventare il resto degli animali. Una volta separato, il cavallo deve impedire al vitello di rientrare nella mandria parandoglisi contro. L'aiuto con le redini da parte del cavaliere equivale a 1 punto di penalità, mentre l'aiuto delle gambe è permesso solo se impartito correttamente dietro le spalle (speronate sulle spalle vengono punite con 3 punti di penalità) e in maniera non cruenta. La durata della prova è di 2 minuti e mezzo. Un comportamento aggressivo del cavallo verso il vitello comporta una penalità di 3 punti, mentre il maltrattamento del cavallo da parte del cavaliere porta alla squalifica. Inoltre i giudici tengono conto della determinazione del bovino nel rientrare nella mandria stessa.
Una prestazione viene giudicata in base a diversi fattori, tra cui l'atteggiamento generale del cavallo (chiamato "coraggio") e il suo fascino visivo, il lavoro di mandria, il controllo della mucca, il grado di difficoltà, il tempo impiegato e la prestazione senza controllo visibile da parte del cavaliere. Un cavaliere può essere squalificato per l'utilizzo di attrezzature illegali, per aver lasciato l'area prima che sia raggiunto il limite di tempo e per il trattamento disumano del cavallo. Una squadra di cavalli e cavalieri viene penalizzata se costretta a scendere da una mucca, se il cavallo carica una mucca, se il detentore della mandria aiuta eccessivamente e i giudici aggiungono o tolgono punti in base alla prestazione del cavallo e del cavaliere durante la loro corsa.
Le variabili considerate nella valutazione includono:
- sicurezza nell'entrare nella mandria con il minimo disturbo;
- effettuare un taglio netto posizionando una mucca al centro dell'area di lavoro;
- livello di abilità e grado di difficoltà nel contenere una mucca il più vicino possibile al centro dell'area di lavoro, il tutto con le redini sciolte senza disturbare la mandria;
- la dimostrazione di coraggio del cavallo quando affronta situazioni difficili, come quando trattiene una mucca che spinge con estrema forza per tornare alla mandria;
- aspetto generale dell'opera;

Le penalità che sottraggono punti a un punteggio includono:
- causare un disturbo evidente alla mandria all'ingresso o durante la prestazione;
- mancata esecuzione di un taglio profondo;
- usare la recinzione posteriore per girare una mucca;
- il cavaliere abbandona una mucca mentre è rivolta verso il cavallo e ancora in movimento (abbandono illegale o abbandono "a caldo");
- cavallo che abbandona autonomamente una mucca;
- consentire a una mucca di tornare alla mandria;
- cavaliere che guida, dà suggerimenti o posiziona il cavallo durante la prestazione;

Un cavaliere può essere squalificato per aver utilizzato equipaggiamento illegale, aver lasciato l'area di lavoro prima che sia raggiunto il limite di tempo e per il trattamento disumano del cavallo. È richiesta una sella western. Un collare al petto e una cinghia posteriore sono facoltativi. È richiesta una briglia o un hackamore (o jáquima, un tipo di copricapo per animali che non ha un morso). I cavalieri devono indossare abiti western, incluso un cappello, ma può essere sostituito da un casco di sicurezza. Martingale e legature sono proibite. Stivaletti steccati e posteriori o da sci sono raccomandati per la protezione delle gambe del cavallo durante la competizione. I gambali non sono obbligatori ma sono raccomandati. 
Le categorie di competizione più comuni nel cutting sono:
- Professionista: "qualsiasi persona che abbia addestrato cavalli da monta in qualsiasi disciplina equina, (eventi con bovini/mucche), per una remunerazione diretta o indiretta o sia un allenatore equino della Hall of Fame in qualsiasi disciplina, sarà considerato un professionista dalla National Cutting Horse Association, ad eccezione di coloro a cui è stato concesso un cambio di status".
- Non professionista: "una persona che non ha ricevuto una remunerazione diretta o indiretta per lavorare in alcun modo nelle seguenti attività nei locali di un'attività di addestramento di cavalli da taglio: esposizione, addestramento o assistenza nell'addestramento di un cavallo da taglio o di un cavaliere di cavallo da cutting".
- Amateur: un cavaliere con guadagni nell'arco della vita inferiori a 50.000 dollari in gare di cutting. Non possono inoltre lavorare per soldi in una struttura di addestramento per cavalli, né possono essere sposati con un allenatore professionista[5].
- Giovani: i corridori devono avere 18 anni o meno per competere come giovani[5].

## Cavalli
Si dice che un cavallo da cutting possieda un'innata capacità di anticipare o "leggere" le mosse previste da una mucca; un'abilità comunemente definita come avere "il senso della mucca" o "l'intelligenza della mucca". I cavalli da cutting competitivi sono ben addestrati e condizionati con abilità affinate per limitare il movimento di una mucca e impedirle di tornare alla mandria. Tali cavalli sono in grado di fermarsi e girarsi istantaneamente, in sincronia con ogni mossa di una mucca. Più duramente una mucca cerca di tornare alla mandria, più istinto, abilità e atletismo sono richiesti al cavallo per rimanere testa a testa con la mucca e più alto è il punteggio della competizione. Un'analogia comune è un playmaker che tiene a bada un difensore. I Quarter Horse americani e altre razze di cavalli con ascendenza Quarter Horse, come gli American Paint Horse, sono le scelte più popolari per lo sport, sebbene vengano utilizzate anche altre razze da bestiame, in particolare nelle competizioni specifiche per razza.

## Storia
Lo sport si è evoluto dai compiti svolti dai cavalli nei ranch di bestiame nel West. I cavalli da ranch lavoravano mandrie di bovini e spesso dovevano separare individui specifici dalla mandria per la marchiatura e vari trattamenti come vaccinazione, castrazione e sverminazione. Le prime competizioni di cutting si tenevano tra allevatori e cowboy locali per determinare chi avesse il miglior cavallo da cutting. Nel 1898 la prima competizione di cutting nota per essere stata pubblicizzata al pubblico si tenne ad Haskell, in Texas. Il 14 marzo 1908 l'Old North Side Coliseum, ora noto come Cowtown Coliseum a Fort Worth, in Texas, ospitò la prima gara di cutting al coperto che si trasformò nella Southwestern Exposition and Fat Stock Show. Nel 1918 il Fort Worth Stock Show ospitò il primo rodeo al coperto al mondo e aggiunse un'esibizione di cutting nel 1919, tenutasi in concomitanza con il rodeo. Con la crescita delle gare di cutting, un gruppo di proprietari di cutting decise di stabilire un insieme universale di regole e regolamenti e fondò la National Cutting Horse Association (NCHA) nel 1946. 

## Bestiame
Per le competizioni di cutting vengono utilizzate diverse razze di bovini, ma i tipi preferiti sono i giovani tori e le giovenche di dimensioni comprese tra 400 e 650 libbre (da 180 a 290 kg). Le razze più popolari tra i cutter includono Angus, Hereford o incroci di quei tipi, così come altre razze di bovini da carne, come Charolais e Brahman, o vari incroci di quelle razze. La capacità di un concorrente di scegliere le mucche migliori per far concorrere il proprio cavallo è un'abilità altamente sviluppata che può decretare il successo o il fallimento di una corsa. Quando possibile, i cutter guarderanno gli altri concorrenti esibirsi per vedere come reagiscono i bovini e quali mucche sono le candidate migliori. Quando si seleziona una mucca dalla mandria, i cavalieri possono usare caratteristiche o segni per identificare un singolo animale per selezionarne uno che offra al cavallo la migliore opportunità per una buona corsa. La mucca selezionata da un cavaliere deve sfidare ma non sopraffare il cavallo.

## Circuito di gara

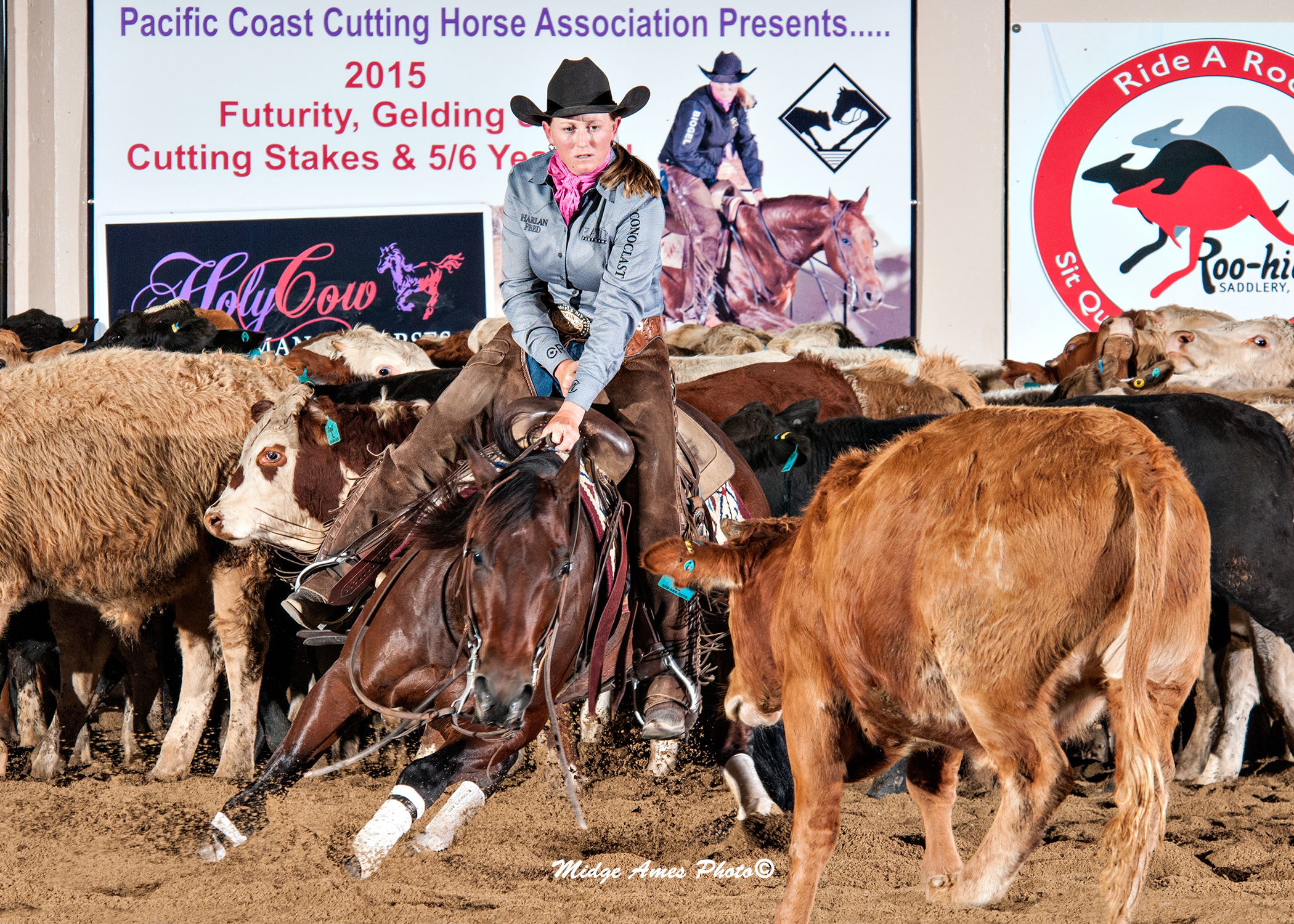
Concorso Futurity

Tra gli eventi che attraggono più partecipanti ci sono gli eventi a tempo limitato, noti come futurities, che offrono grandi montepremi e denaro aggiuntivo in categorie che offrono ai concorrenti la possibilità di vincere centinaia di migliaia di dollari, a volte anche milioni. 
La "Triple Crown" di Cutting inizia con l'NCHA Futurity, un evento limitato ai cavalli di tre anni. Dopo il Futurity ci sono l'NCHA Super Stakes e l'NCHA Derby per i cavalli di quattro anni, solitamente tenuti in concomitanza con il Summer Spectacular. I cavalli di cinque e sei anni competono nell'NCHA classic/challenge. Ci sono anche affiliati NCHA che ospitano eventi limitati per età che seguono immediatamente l'NCHA Futurity, come il Pacific Coast Cutting Horse Association Futurity (PCCHA Futurity) tenutosi a Paso Robles, California, e l'Augusta Futurity ad Augusta, Georgia. Gli eventi aperti a cavalli più anziani ed esperti offrono classi con limiti di guadagno a vita per il cavaliere, tra cui classi limitate per dilettanti e classi limitate per non professionisti.
La NCHA promuove anche eventi di taglio del fine settimana e del circuito ospitati da un'affiliata NCHA o da un'altra entità. Per essere classi NCHA Open Championship Cutting, devono ottenere l'approvazione della NCHA, soddisfare tutti i requisiti delle regole NCHA e avere una borsa aggiuntiva di almeno 200 dollari al giorno.

## Organizzazioni
La National Cutting Horse Association governa la maggior parte delle competizioni di cutting negli Stati Uniti. Offre la designazione di affiliazione a club e organizzazioni che soddisfano le linee guida di affiliazione NCHA. Nel 2015 c'erano 132 affiliati NCHA in tutto il mondo, tra cui Stati Uniti, Australia, Brasile, Canada, Repubblica Ceca, Francia, Germania, Italia, Paesi Bassi, Svezia e Svizzera. 
La NCHA-Australia è una di queste affiliate, con 53 delle sue affiliate designate in tutta l'Australia. Ospitano oltre 200 competizioni di cutting a Brisbane, Melbourne e al Sydney Royals. Sponsorizzano anche un cutting futurity di 3 anni a maggio o giugno di ogni anno presso l'Australian Equine and Livestock Events Centre (AELEC), Tamworth, Nuovo Galles del Sud. 
L'American Cutting Horse Association (ACHA) è un'associazione indipendente di cavalli da cutting con le proprie regole e normative stabilite. Sponsorizzano un campionato annuale di eventi per anziani a settembre che include divisioni per cavalli da cutting di 3 anni, 4 anni e 5 e 6 anni. A fine anno 2015, l'ACHA non era riconosciuta come affiliata NCHA, e ha quattro affiliate proprie, tra cui la South West Texas Cutting Horse Association, Belton, la South Texas Cutting Horse Association, Brenham, l'American Western Sports Cutting Horse Association, Sulpher Springs, e l'American Oklahoma Cutting Horse Association, Corn.

## Sport equestri correlati

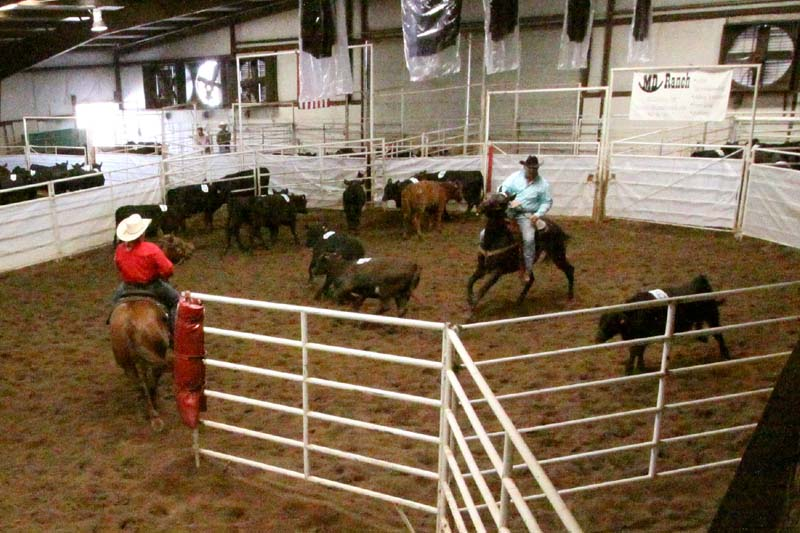
Ranch sorting: i cavalieri spostano il bestiame un esemplare alla volta da un recinto all'altro.

Esistono altri sport equestri correlati al cutting. Il ranch sorting è uno sport equestre in stile western che si è evoluto dal comune lavoro di ranch di separare il bestiame in recinti per la marchiatura, la medicazione o il trasporto. Il ranch sorting è un evento che mette a confronto una squadra di due cavalieri a cavallo contro il tempo. Il lavoro di squadra è la chiave del gioco, con entrambi i cavalieri che lavorano in armonia per tagliare fuori il bestiame corretto e guidarlo al recinto, tenendo indietro il bestiame avente il numero sbagliato.
Il team penning è una competizione simile, tranne per il fatto che una squadra di tre cavalieri a cavallo ha da 60 a 75 secondi per separare tre bovini da una mandria e metterli in un unico recinto. Anche l'Open Arena Ranch Sorting ha tre cavalieri a cavallo, ma in un'arena aperta con mucche numerate all'estremità. Quando i cavalieri attraversano una linea bianca, l'annunciatore dice un numero tra 0 e 9. A partire da quel numero, i cavalieri hanno 75 secondi per smistare il bestiame, in ordine, oltre la linea bianca.